# Gabino Barreda

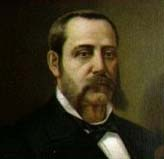
Gabino Barreda

Gabino Barreda (Puebla, 19 februari 1820 - Mexico-Stad, 20 maart 1881) was een Mexicaans filosoof en medicus.
In 1843 ging hij medicijnen studeren. Hij studeerde niet af, aangezien hij in 1846 meevocht in de Amerikaans-Mexicaanse Oorlog, waarin hij ook als dokter diende. Na afloop van de oorlog ging hij naar Parijs, waar hij student werd van Auguste Comte, wat zijn leven sterk zou beïnvloeden.
Terug in Mexico werd hij hoogleraar medische filosofie, en begon hij met het ontwikkelen van een Mexicaanse versie van het positivisme, de filosofische stroming van Comte. Volgens Comte bevond Mexico zich nog steeds in de eerste fase van de wereldgeschiedenis, die van de religie, die was ingevoerd door de Spanjaarden met de Rooms-Katholieke Kerk als instrument. Om de onafhankelijkheid van Mexico te voltooien, aldus Barreda, moest de politieke macht van de kerk worden gebroken. Mexico kon volgens hem alleen vooruitgang boeken met een filosofie op basis van orde en vrijheid, waarbij vrijheid als middel en niet als doel gezien moest worden. Om dit mogelijk te maken moest het onderwijs gepromoot worden en er een leerplicht ingesteld worden.
Volgens Barreda werd het Mexico van de negentiende eeuw gekenmerkt door een strijd tussen het negatieve (het niet-wetenschappelijke en waarneembare) en het positieve (het wetenschappelijke en waarneembare), respectievelijk vertegenwoordigd door de conservatieven en de liberalen. Barreda koos dan ook de zijde van de republikeinen ten tijde van de Franse Interventie in Mexico.
Na de overwinning op de Fransen in 1867 stichtte hij de Escuela Nacional Preparatoria. Dit was een op positivistische leest geschoeide universiteit, waar veel aandacht werd besteed aan wiskunde en logica, en nauwelijks aan letteren. Hij legde zich toe op het onderwijzen van zijn nieuwe filosofische ideeën. Dit ging niet zonder weerstand; onder druk van zijn tegenstanders trad hij in 1878 af en accepteerde hij een diplomatieke positie in Duitsland. Hij overleed in 1881.
Barreda's ideeën vonden navolging bij de científicos de positivistische adviseurs van Porfirio Díaz. In Mexico wordt hij vooral herinnerd vanwege zijn inzet voor de bevordering van het onderwijs, de strijd tegen de inheemse talen en de verdere verspaansing van Mexico.
- Gemeinsame Normdatei: 1053076444
- International Standard Name Identifier: 0000 0000 3046 2055
- Library of Congress Control Number: n88639663
- Nationale Bibliotheek van Israël: 987007454473605171
- Système universitaire de documentation: 153529571
- Virtual International Authority File: 16345150
- WorldCat: E39PBJm997WB4t7d9MdYMMM3wC